# Rozumowanie redukcyjne
Rozumowanie redukcyjne (redukcja) – wyróżniony przez Jana Łukasiewicza rodzaj rozumowania logicznego. Według Łukasiewicza wszystkie metody dowodzenia podzielić można na dedukcyjne i redukcyjne. Rozumowanie indukcyjne, które większość autorów przeciwstawia dedukcji, jest przez Łukasiewicza traktowane jako szczególna postać redukcji.
Schemat redukcji jest podobny do schematu abdukcji.
Rozumowanie redukcyjne ma postać:
| Jeżeli p, to q |
| q              |
|                |
| Zatem: p       |
Przykład: jeżeli jest pierwszy dzień miesiąca to dostaję wypłatę; i: dostaję wypłatę; a więc jest pierwszy dzień miesiąca.
W przeciwieństwie do rozumowania dedukcyjnego jest to rozumowanie nie-niezawodne, możliwa jest bowiem sytuacja, że prawdziwe następstwo prowadzi do fałszywej racji. Jest to wnioskowanie uprawdopodabniające i aby wnioskować za pomocą redukcji należy być przekonanym, że inne racje są mało prawdopodobne.
Rozróżnienie dedukcji i redukcji przejął za Łukasiewiczem Józef Maria Bocheński. We Współczesnych metodach myślenia wskazywał, że redukcja jest podstawą empirycznych nauk przyrodniczych i nauk historycznych.